# Евангелическо-лютеранская синодальная конференция Северной Америки
Евангелическо-лютеранская синодальная конференция Северной Америки (англ. Evangelical Lutheran Synodical Conference of North America) — лютеранское конфессиональное содружество, организованное Синодом Миссури, Синодом Висконсина и Норвежским Синодом. Конференция была создана в 1872 году, прекратила свою деятельность в 1963 году.

## История
Синодальная конференция была создана несколькими лютеранскими деноминациями США после того, как был решён вопрос о единстве в вероучении. Работа конференции касалась вопросов миссии, общения кафедры и алтаря, а также совместного использования конфессиональных учебных заведений.
В дальнейшем состав членов конференции менялся: в 1908 году к ней присоединился Словацкий Синод. После того, как в 1917 году в Норвежском Синоде произошло разделение, одна из групп, вышедших из него (Евангелической-лютеранский синод), присоединилась к содружеству.
Доктринальные различия между церквами-членами конференции, особенно в отношении учения и практики общения, начали сказываться в 1940-х и 50-х годах. Проблемы начались, когда ЛЦСМ начал предварительные переговоры с лидерами Американской лютеранской церкви. После нескольких лет переговоров, в 1955 году ЕЛС разорвал общение с ЛЦМС и вышел из синодальной конференции. Два года спустя Синод Висконсина публично признал доктринальные разногласия с ЛЦМС, но официально не разрывал общение вплоть до 1961 года. На этом фоне около 70 пасторов со своими приходами покинули ВЕЛС и ЕЛС, мотивируя этот шаг неверной интерпретацией принципов христианского содружества в этих деноминациях. Впоследствии эта группа создана Церковь лютеранского исповедания.
В итоге в 1963 году работа конференции была прекращена. ВЕЛС и ЕЛС сохраняют общение между собой до настоящего времени.